# York Road (metropolitana di Londra)
York Road è una stazione fantasma della Piccadilly Line della metropolitana di Londra, situata fra le moderne stazioni di King's Cross e Caledonian Road.

## Storia
La stazione fu aperta dalla Great Northern, Piccadilly and Brompton Railway (GNP&BR), oggi la Piccadilly line, il 15 dicembre 1906. L'edificio della stazione era situato all'angolo di York Road (oggi rinominata York Way) e Bingfield Street.
A differenza di molte delle stazioni della GNP&BR, gli ascensori arrivavano fino al livello delle piattaforme. Lo schema delle piattaforme è quasi identico a quello della stazione di Caledonian Road, ma i due binari sono leggermente curvi rispetto alle basi dei pozzi degli ascensori situati in mezzo ai binari.
La rifinitura delle piattaforme era realizzata con piastrelle bianche con motivi geometrici in amaranto e rosso mattone. La maggior parte delle piastrelle è stata coperta con vernice grigia, ma una piccola sezione rimane intatta e visibile all'estremità della ex piattaforma in direzione est, verso Finsbury Park.
Una cabina di segnalazione si trova vicino a questa sezione, e veniva utilizzata per l'operazione di un tunnel di scambio immediatamente a nordest della stazione. Questa cabina rimase in funzione fino al 25 aprile 1964, anche se lo scambio era già poco utilizzato, essendo stato sostituito da un nuovo tunnel costruito otto anni prima a King's Cross. La cabina inutilizzata è tuttora visibile dai treni di passaggio.
In occasione degli attentati terroristici del 2005, una delle bombe esplose sulla Piccadilly Line vicino al nuovo tunnel di scambio situato poco a sud di King's Cross. Questo mise in luce la vulnerabilità della linea, soggetta a chiusure per ampi tratti se viene compromessa l'operatività di quel particolare scambio (fu chiusa l'intera sezione tra Arnos Grove e Hyde Park Corner). Solo poche settimane prima dell'attentato, un suicidio avvenuto a King's Cross  aveva causato la chiusura dello stesso tratto di linea per buona parte della mattina e del primo pomeriggio. È stato suggerito che la riapertura del tunnel di scambio di York Road potrebbe garantire alla linea una maggiore resistenza contro eventi di questo tipo.

### Chiusura
Essendo situata in una zona industriale scarsamente abitata, la stazione fu poco utilizzata fin dall'inizio. A partire dal 5 maggio 1918, la stazione rimase chiusa di domenica. I servizi nei giorni feriali e il sabato continuarono fino al 19 settembre 1932, quando venne chiusa definitivamente.
L'edificio della stazione in superficie è tuttora esistente e mantenuto in buone condizioni. L'area precedentemente occupata dalle piattaforme è visibile dai treni di passaggio in entrambe le direzioni, sebbene parte della piattaforma in direzione est sia stata murata. Come per la maggior parte delle altre stazioni abbandonate, le piattaforme stesse sono state rimosse. La stazione è in uso come uscita d'emergenza e pertanto uno dei passaggi tra le piattaforme rimane illuminato in permanenza.

### Proposta di riapertura
Uno dei maggiori progetti di riqualificazione urbana di Londra, King's Cross Central, fu avviato nel 2008 su York Way, di fronte alla stazione. Il Borough di Islington e la Transport for London richiesero nel 2005 uno studio per esaminare la possibile riapertura della stazione. Gli argomenti a favore della riapertura della stazione includevano una possibile riduzione del sovraffollamento alla stazione di King's Cross e una maggiore accessibilità al trasporto pubblico per gli abitanti della zona. Lo studio evidenziò che la ristrutturazione della stazione per garantire il rispetto di moderni standard di sicurezza avrebbe richiesto un costo minimo di oltre 16 milioni di sterline, a fronte di un picco massimo di passeggeri stimato in circa 9.200 nell'ora di punta mattutina. Di contro, non si sarebbero avuti miglioramenti significativi sul sovraffollamento di King's Cross, a fronte dell'incremento di circa 1 minuto del tempo di transito fra le stazioni di King's Cross e Caledonian Road. Al momento il progetto risulta sospeso e non ci sono piani per una sua attuazione in un prossimo futuro.